# Grand incendie de Montréal de 1852
Le grand incendie de Montréal est la pire tragédie de la ville en termes de pertes matérielles.  Durant l'été 1852, deux feux majeurs détruisent environ 1 200 demeures, soit le sixième de l'ensemble de la ville et 10 000 personnes se retrouvent dans la rue.
Le Grand incendie de Montréal est reconnu par le gouvernement du Québec comme un évènement marquant faisant partie du patrimoine culturel.

## L'incendie de juin
Le 7 juin, le centre des affaires brûle. Le feu se déclare dans l'échoppe d'un menuisier sur la rue Saint-Pierre, situé derrière l'église écossaise St-Andrew qui prend feu également.  Le vent crée de nouveaux foyers d'incendies: la maison de Chomedey de Maisonneuve et le premier séminaire des jésuites. En six heures, toutes les maisons du quadrilatère des rues Saint-Pierre, Saint-François-Xavier, du Saint-Sacrement et Saint-Paul  sont réduites en cendre. Les pertes seront estimées à près de 370 000$.
Les biens des sinistrés qui jonchent les rues seront tristement la proie des voleurs.

## L'incendie de juillet

### 8 juillet
Le jour de l'incendie, un journaliste rapporte que la température atteint 37 degrés celsius alors qu'un vent souffle du sud-ouest avec beaucoup de force. Cet incendie prend sa source dans une maison en bois de la rue Saint-Laurent, dans le faubourg Saint-Laurent. Le feu s'étend rapidement et bien que les pompiers arrivent rapidement sur les lieux, le peu de ressource en eau les condamnent au rôle d'observateurs impuissants. En effet, le réseau de l'aqueduc est malencontreusement vidé sur ordre du Conseil municipal.    
À l'issue de cette journée, le quartier Faubourg Saint-Laurent est détruit. Au total, près de 25 pâtés de maisons, pour la plupart construites en bois, seront anéantis.  L'incendie s'éteint vers 17 heures après avoir fait rage pendant 9 heures.

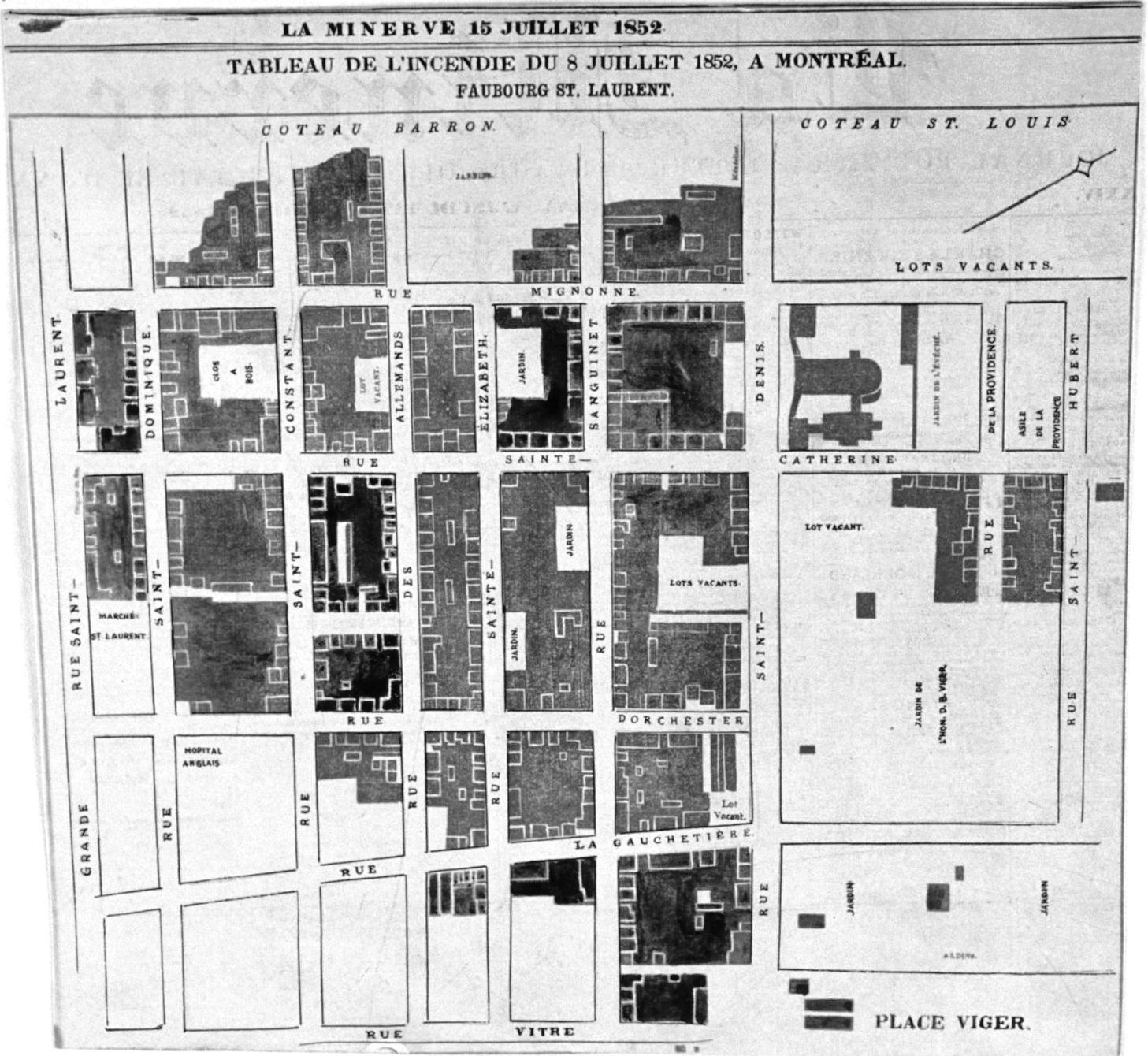
Faubourg Saint-Laurent
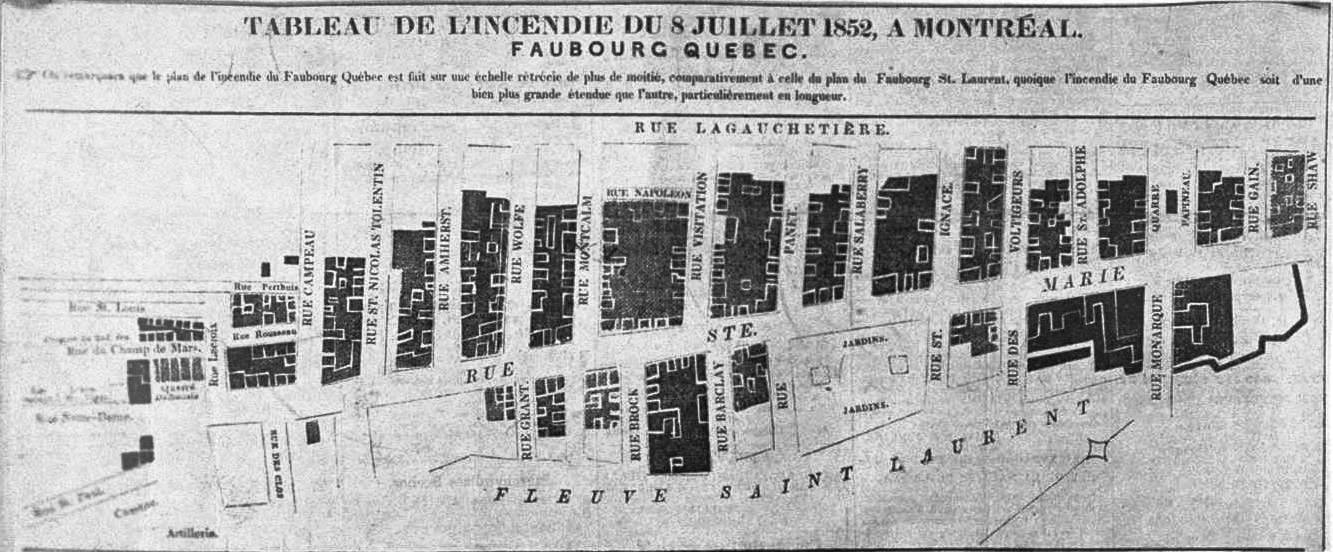
Incendie du faubourg Québec
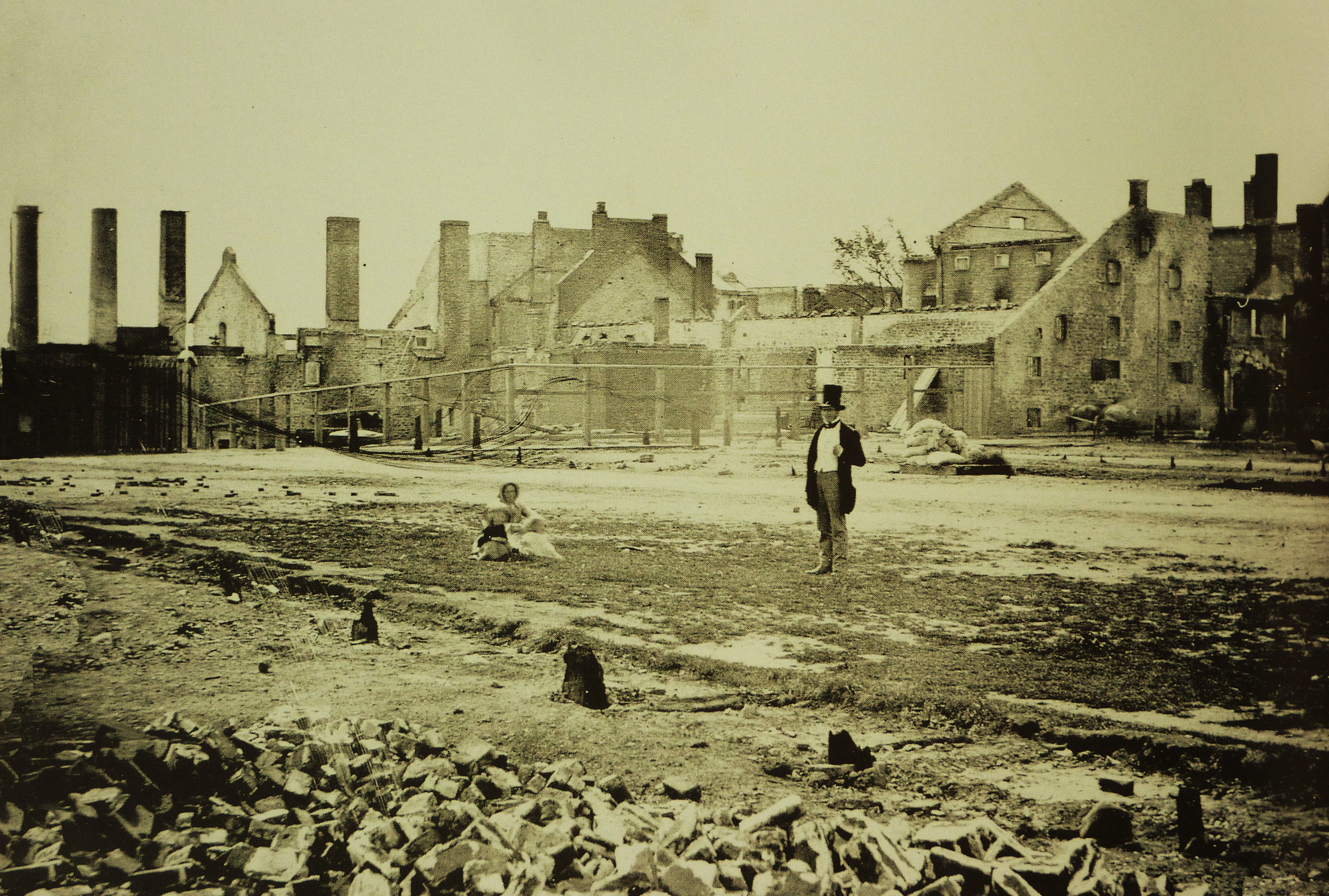
La brasserie Molson après l'incendie

### 9 juillet
L'accalmie est de courte durée puisqu'à 19h le lendemain, un nouveau foyer d'incendie se déclare dans l'entrepôt de foin de l'écurie militaire du Champ-de-Mars, tout juste à l'arrière de la Hayes House, un hôtel qui est alors l'un des bâtiments les plus prestigieux de Montréal. L'incendie se propage et devient une sorte de mur qui longe la rue Sainte-Marie et s'étend jusqu'au fleuve Saint-Laurent et à la rue de La Gauchetière.  Les installations de la famille Molson écopent ainsi que le faubourg Québec.
Faute de combustible, le feu s’épuise après deux jours mais le quart de la ville y passe.  
En gros, le quadrilatère des rues comprises entre Saint-Denis, Craig, Saint-Laurent et Mignonne y passe, y compris le Palais épiscopal, la cathédrale Saint-Jacques de Montréal et l'Hôpital Protestant sur la rue Dorchester. 
Peu de bâtiments subsistent des suites du terrible incendie, la ville se transforme en un gigantesque campement. Des centaines de familles de sinistrés convergent vers les espaces verts de l'île comme le Champ-de-Mars, le square Viger, le mont Royal ou encore la ferme Logan.  Ils dormiront dans des bivouacs organisés par l'armée.  Les secours seront nombreux à venir de la municipalité et des religieux.

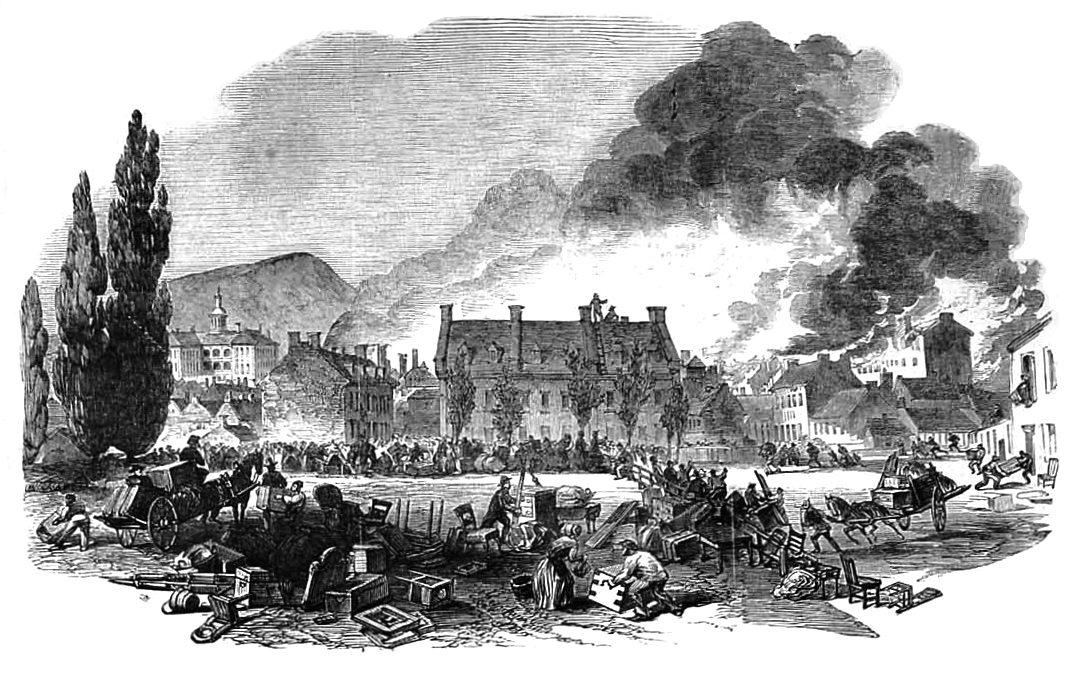
Vue du Champ-de-Mars
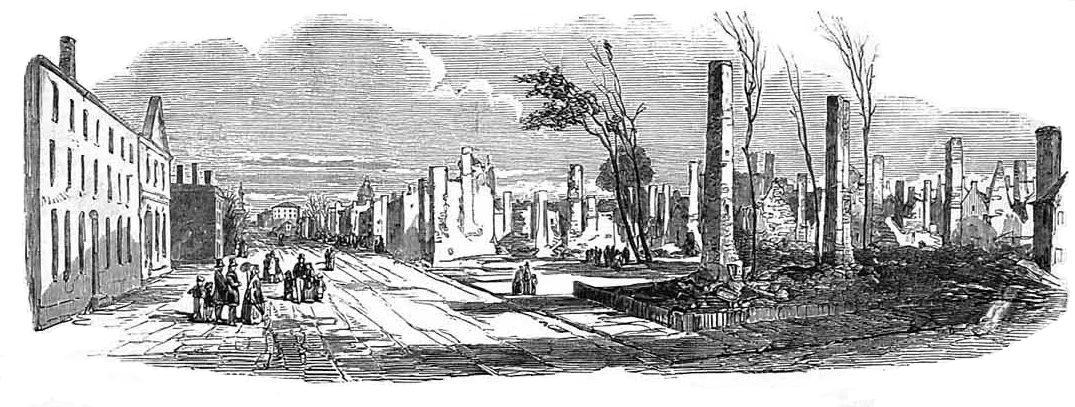
Vue de la rue Saint-Denis
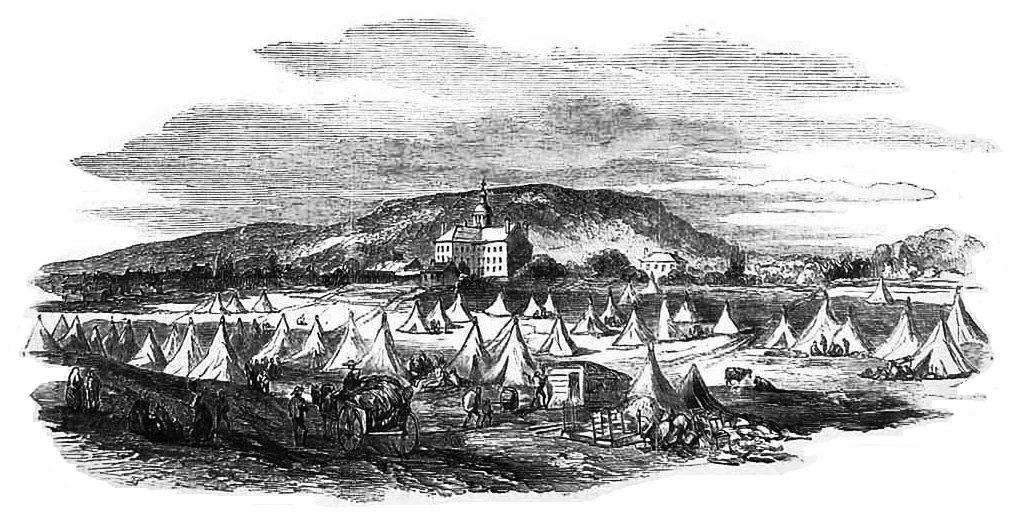
Campement des sinistrés près du mont Royal

## La ville se relève
Le maire Charles Wilson  adopte rapidement des mesures pour «le soulagement de personnes qui ont souffert par le feu (...) et pour empêcher que pareilles calamités arrivent à l'avenir».  On organise dès le 10 juillet un comité de secours sous la direction de Benjamin Holmes qui demande de l'aide. L'appel sera même entendu par des organismes internationaux: Londres envoie 7839 £, Napoléon III donne 97 £ et les villes de Boston et New York rassemblent ensemble 6500 £ pour un total de 36 917 £.
Ignace Bourget déclare : «c'est Dieu qui a soufflé, du souffle de colère, ce feu que la main de l'homme n'a pu maîtriser…, Dieu épargna ceux qu'Il voulait épargner et Il ruina ceux qu'Il voulait ruiner».
Si les journaux font grands cas de la bravoures des pompiers volontaires, on conteste cependant le leadership du chef John Perrigo qui sera remplacé peu de temps après par Alexander Bertram.